# Malta (kommun)
Malta är en kommun i Brasilien.   Den ligger i delstaten Paraíba, i den östra delen av landet, 1 500 km nordost om huvudstaden Brasília. Antalet invånare är 5 612.
Omgivningarna runt Malta är huvudsakligen savann. Runt Malta är det glesbefolkat, med 11 invånare per kvadratkilometer.